# I martiri d'Italia (film 1927 Gaido)
I martiri d'Italia è un film muto italiano del 1927 diretto da Domenico Gaido.

## Trama
« Traendo spunto dal lontano Duecento, alba crepuscolare d'una prima Unità della Patria, quella della lingua, il film passa in rassegna tutti gli avvenimenti più notevoli della storia d'Italia, esaltando, nella loro semplice e sintetica esposizione, le eroiche gesta dei Martiri e dei Grandi. Da Dante a D'Annunzio, da Balilla a Garibaldi, da Pietro Micca a Cesare Battisti, da Cesare Balbo a Silvio Pellico, da Masaniello a Santorre di Santarosa, da Federico Confalonieri ai fratelli Cairoli, fino alla Grande Guerra ed alla Marcia su Roma, che conclude quest'epopea. Il coro del Nabucco e canzoni patriottiche sottolineeranno l'azione cinematografica».

## Produzione
Anche se la scelta del percorso narrativo de I Martiri d'Italia, («da Dante alla Marcia su Roma, che conclude quest'epopea»), non classifica la pellicola come "cinema di propaganda", serve bene come uno dei primi significativi esempi di supporto ideologico esterno al fascismo.

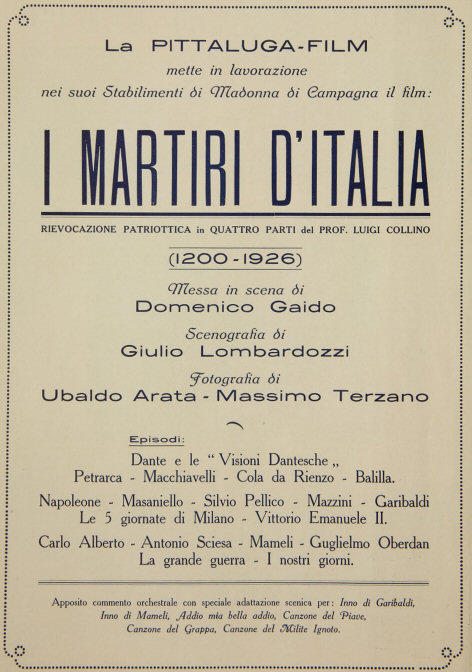
Una locandina del film.

Presentato quasi contemporaneamente in tutte le maggiori città d'Italia, costituì uno degli avvenimenti di maggior spicco della stagione cinematografica 1926-27. Le recensioni "a caldo" sui quotidiani furono tutte ispirate all'esaltazione del fascismo e del suo ruolo di congiunzione tra «l'epopea della nostra stirpe millenaria» ed «il rango conquistato dall'Italia, per volontà inflessibile di Benito Mussolini». A parte qualche voce fuori dal coro: «I Martiri d'Italia nuovamente martirizzati da Pittaluga», «è un film fatto per diffondere [...] la conoscenza delle nostre glorie passate e delle nostre possibilità d'ascesa».
Una edizione ridotta e sonorizzata alla bell'e meglio, fu proiettata, durante i successivi anni trenta, nelle scuole elementari ed in oratori parrocchiali, come supplemento alle lezioni di storia.

## Critica
- Mascamort in La rivista cinematografica del 15 aprile 1927: «I martiri d'Italia è un film fatto per diffondere nel pubblico italiano la conoscenza delle nostre glorie passate e delle nostre possibilità d'ascesa. Fatto con intendimenti nobilissimi, non è esente da pecche, dovute, più che altro, a sproporzione. Ciononostante, la fedeltà quasi fotografica con la quale sono stati riprodotti certi tipi e certi quadri celebri, ha fatto sì che il lavoro abbia avuto un sicuro successo di stima presso il pubblico numerosissimo che ha gremito la vasta sala dal primo giorno all'ultimo. [...] Quando non avesse alcun altro merito, il film ha quello di aver dimostrato come il nostro pubblico possa trovare diletto anche all'infuori delle avventure di Rodolfo Valentino e di Tom Mix, e come la visione delle bellezze ed il ricordo delle glorie italiche abbiano tanta presa sui cuori degli italiani, quanta ne ha su quegli stranieri un atteggiamento più o meno plastico della biondissima Mae Murray».
- Redazionale in Il corriere cinematografico del 16 aprile 1927: « Anche a Milano, il nuovo film italianissimo ha avuto accoglienze trionfali. Sono intervenuti allo spettacolo: S.A.A. il duca di Bergamo, le autorità civili e militari, il corpo dei professori e degli insegnanti. Lo svolgimento dell'azione è stato accompagnato con perfetto sincronismo dalla scelta orchestra del Cinema Corso. Cori e solisti hanno cantato le più note canzoni e i più popolari inni patriottici. Gli applausi, che sono divenuti frenetici all'episodio delle cinque giornate e all'eroico "Tiremm innanz" del milanese Antonio Sciesa, hanno accomunato nello slancio generoso e commosso del pubblico, tutti i nostri eroi! E veramente I martiri d'Italia è un bel film che ci insegna molte cose nuove, e innanzi tutto, a dare un significato meno effimero a quest'arte del cinematografo, che brancola ancora nel buio. Un film che canta una sublime canzone di fede e d'amore; che tutti gli italiani dovrebbero vedere e dal quale alcuni avrebbero molto da imparare!».
- G. Faraci in La vita cinematografica del 1º aprile 1927: « Il successo che ha accompagnato questo film in ogni città d'Italia ha arriso pieno e completo anche a Palermo. E non poteva senza dubbio mancare, dato l'interesse storico altamente educativo e morale di questa bella rievocazione episodica della nostra storia. Le visioni dei nostri Grandi e dei nostri Martiri, esposte sinteticamente, acquistato tuttavia, nella lineare successione, un pathos crescente nella tensione, costituito dal significato degli eventi storici inesorabilmente conclusivi, dal secolo scorso ai nostri giorni. L'Ottocento fu il secolo dell'Unità d'Italia, rinsaldatasi in un infrangibile blocco d'acciaio negli avvenimenti di ieri: 1915-18 e 1922: quarta guerra d'Indipendenza, Marcia su Roma, avvento del Fascismo. La storia d'Italia può dirsi storia di Rivoluzioni. Le rivoluzioni non sono un ritorno al passato - scrive il D'Ayala ma sono la distruzione di esso ed un balzo nell'avvenire. La storia delle rivoluzioni è la storia della civiltà. Senza le rivoluzioni dell'89 si sarebbe ancora coi feudi e coi baroni; e se le reazioni furono sempre feroci, si fece sempre cammino. Le giornate di Palermo. di Milano, di Bologna nel '48, la difesa di Brescia nel '49, il tentativo di Milano nel '57, l'ardire magnanimo di Perugia nel '59, sono punti luminosi della storia italiana. L'Italia non aveva Patria che nel passato o nell'avvenire, il quale, poi, gli sfuggiva sempre. Ed ora, l'ha per opera appunto di quei morti ed operatori del bene [...] ».

### La campagna di Alessandro Blasetti
Una delle voci fuori dal coro è quella di Alessandro Blasetti che, quale direttore della rivista cinematografo da lui stesso fondata, attraverso alcuni editoriali scritti dall'aprile del 1927 in poi, inizia una campagna contro l'attività di Pittaluga. Uno di questi s'intitola Dopo "I martiri d'Italia". A viso aperto serenamente, la verità necessaria: «I films [sic] di Pittaluga hanno sempre espresso la più mediocre fra le più vecchie e sorpassate mentalità, la negazione assoluta d'ogni tentativo artistico, l'ostinata avversione contro ogni rinnovamento. [...] Porremo il problema, il grosso problema: se è giusto, se è dignitoso, se è onesto che la cinematografia italiana debba essere strozzata da un mercante in fregola di affari».
La campagna di Blasetti contro Pittaluga si concluderà nel 1930 quando, dopo il fallimento dell'operazione produttiva tentata con la "Augustus" con cui realizzò Sole, verrà chiamato dallo stesso Pittaluga alla Cines: «Io ero debitore a Pittaluga di un atto di riconoscenza, perché [...] mi dichiarò vincitore della battaglia che avevo condotto contro di lui, mi chiamò, mi disse che voleva aprire con me la produzione della nuova Cines, in considerazione della mia campagna, e generosamente incluse nel personale della Cines tutti i miei compagni [...]».